# Mihama (Aichi)
Mihama (jap. 美浜町 Mihama-chō) – miasto w Japonii, na wyspie Honsiu, w prefekturze Aichi. Według danych na rok 2020 miejscowość zamieszkiwało 22 496 mieszkańców , a gęstość zaludnienia wyniosła 486,9 os./km².